# Polityka społeczna Unii Europejskiej
Polityka społeczna Unii Europejskiej (ang. Social Policy) – polityka, której głównym celem jest wyrównywanie i polepszanie warunków życia i pracy obywateli Unii Europejskiej.
U podłoża polityki społecznej UE leży założenie, że wszystkie państwa członkowskie stoją na straży dobra publicznego poprzez zapewnienie swoim obywatelom, bez względu na rasę, płeć czy wyznanie zabezpieczeń społecznych oraz wynagrodzenia za pracę. Po raz pierwszy kwestia ta poruszona została w traktacie ustanawiającym EWWiS. Artykuł 68 Traktatu przewidywał autonomię dla krajów członkowskich w zakresie poziomu płac z jednoczesną harmonizacją ich poziomu. Dodatkowo powołane zostały do życia fundusze pozwalające na przekwalifikowanie zawodowe, tworzenie nowych miejsc pracy oraz budowanie mieszkań dla przesiedlonych pracowników. Państwa Szóstki podczas konferencji Mesynie w 1955 roku uznały to za nakaz do analizy stopniowej harmonizacji obowiązujących w różnych państwach regulacji. Szczególnie odnosiło się to do godzin pracy, wynagrodzenia za nią oraz za godziny nadliczbowe, wymiaru urlopu ustawowego i wynagrodzenia za ten urlop.
Traktat rzymskie podpisane przez państwa członkowskie ustanowiły ścisłą współpracę sygnatariuszy Traktatu w dziedzinie społecznej, kładąc przede wszystkim nacisk na równe wynagrodzenie dla kobiet i mężczyzn za jednakową pracę. Utworzony też został Europejski Fundusz Społeczny, mający na celu zwiększenie szans zatrudnienia. W 1960 r. Europejski Fundusz Społeczny ponosił 50% kosztów krajowych systemów przekwalifikowania zawodowego.
Rola polityki społecznej wzrosła w latach 80. XX w. co było związane z tzw. społecznym wymiarem rynku wewnętrznego i znalazło odbicie w Jednolitym Akcie Europejskim.
Kolejną zmianę przyniósł Traktat o Unii Europejskiej, który zobowiązał wszystkie państwa członkowskie do podejmowania wspólnych działań dla poprawy warunków życia i pracy obywateli. Dotyczyło to przede wszystkim zatrudnienia oraz prawa i warunków pracy. W dalszym ciągu przeznaczane były fundusze na szkolenie, doskonalenie zawodowe oraz zabezpieczenie socjalne. W ramach polityki społecznej zreformowanej przez traktat z Maastricht istotne stały się także inne obszary związane z zatrudnieniem, m.in.:
- ochrona przed wypadkami przy pracy
- ochrona przed chorobami zawodowymi
- higiena pracy
- prawo do zrzeszania się
- prawo zbiorowych negocjacji między pracodawcami i pracownikami

Wraz z pracami nad polityką społeczną wpisaną w traktat z Maastricht przygotowana została i ogłoszona 21 października 1991 r. w Turynie Europejska Karta Społeczna, której sygnatariuszami byli członkowie Rady Europejskiej. Karta gwarantowała 19 podstawowych praw, m.in.:
- prawo do pracy,
- prawo do godnych warunków życia,
- prawo do bezpieczeństwa i higieny pracy,
- prawo do godnego wynagrodzenia,
- prawo do organizowania się,
- prawo do ochrony dzieci i młodzieży

Istotnym elementem polityki społecznej stał się swobodny przepływ pracowników wewnątrz UE i swoboda zakładania przedsiębiorstw na terenie Unii. W ten sposób zrealizowano zadania wynikające z Traktatów rzymskich. Miało się to przyczynić do zwalczania bezrobocia we wszystkich państwach członkowskich oraz urzeczywistniania spójności ekonomicznej i społecznej przez redukcję różnic w rozwoju regionów przy zastosowaniu funduszy strukturalnych UE.
Organem polityki społecznej UE został Komitet ds. Ochrony Społecznej, który powołany został decyzją Rady Europejskiej 4 czerwca 1999 r. Celem Komitetu jest rozbudowa współpracy pomiędzy krajami członkowskimi w zakresie problematyki społecznej.
Istotnym elementem polityki społecznej Unii Europejskiej jest fakt nieingerowania w wewnętrzne kompetencje państw członkowskich, lecz koordynacja ich polityki społecznej poprzez przyjmowanie wspólnych regulacji w zakresie koniecznym dla rynku wewnętrznego.